# Nicholas Range
Die Nicholas Range ist ein Gebirgszug felsiger Berggipfel im ostantarktischen Enderbyland. Er erstreckt sich in nord-südlicher Ausrichtung östlich der Aker Peaks und 37 km südwestlich der Magnet Bay.
Entdeckt wurde er im Januar 1930 von Teilnehmern der British Australian and New Zealand Antarctic Research Expedition (1929–1931) unter der Leitung des australischen Polarforschers Douglas Mawson. Mawson benannte ihn nach dem australischen Pharmaunternehmer George Richard Rich Nicholas (1884–1960), einem Sponsor der Expedition. Die einzelnen Gipfel wurden von norwegischen Kartografen anhand von Luftaufnahmen kartiert, die bei der Lars-Christensen-Expedition 1936/37 entstanden sind.